# Solihull Moors FC
Solihull Moors FC är en engelsk fotbollsklubb i Solihull, grundad 2007 genom en sammanslagning av Moor Green och Solihull Borough. Hemmamatcherna spelas på Damson Park. Smeknamnet är The Moors.

## Historia
Den nya klubben fick efter sammanslagningen överta Moor Greens plats i Conference North på nivå 6 i Englands ligasystem för fotboll. Under de första säsongerna hamnade klubben på den nedre halvan i tabellen, men 2010/11 kom man sjua. Året efter var man nära nedflyttning med en 19:e plats.
Säsongen 2015/16 vann klubben den nyligen omdöpta National League North och gick upp till National League (nivå 5). Samma säsong vann man även Birmingham Senior Cup.
I FA-cupen har klubben som längst nått andra omgången 2016/17 och i FA Trophy likaså andra omgången 2012/13.

## Meriter

### Liga
- National League North eller motsvarande (nivå 6): Mästare 2015/16

### Cup
- Birmingham Senior Cup: Mästare 2015/16